# Seznam kamenů zmizelých v Karlovarském kraji

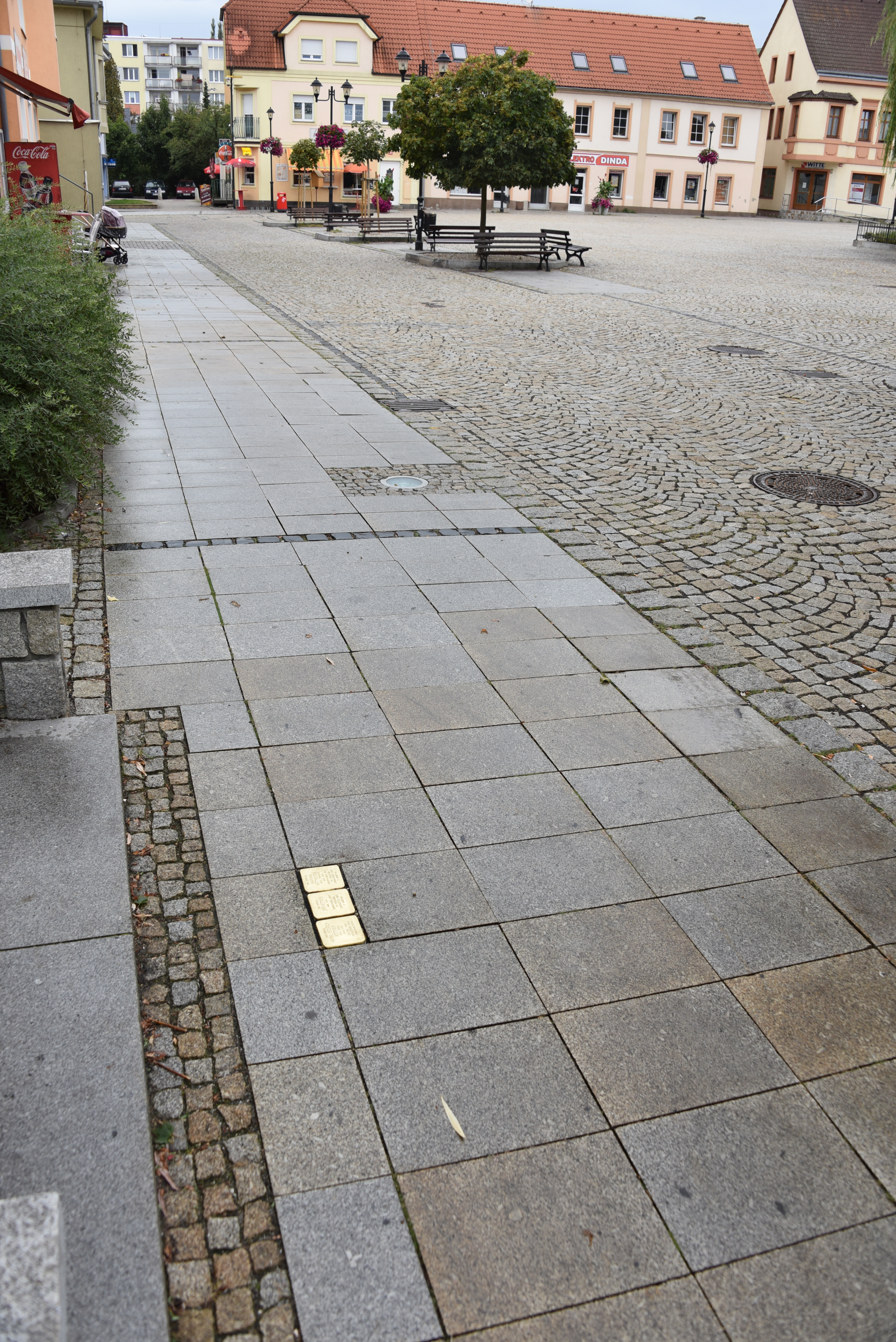
Stolpersteine v Chodově pro MUDr. Bedřicha Kettnera, jeho manželku a syna

Seznam kamenů zmizelých v Karlovarském kraji obsahuje pamětní kameny obětem nacismu v Karlovarském kraji. Jsou součástí celoevropského projektu Stolpersteine německého umělce Guntera Demniga. Kameny zmizelých jsou věnovány osudu těch, kteří byli nacisty deportováni, vyhnáni, zavražděni nebo spáchali sebevraždu.
První kameny byly položeny 2. srpna 2015 v Chodově.

## Bečov nad Teplou
V Bečově nad Teplou se nacházejí tyto kameny zmizelých:
| Obrázek | Nápis | Bydliště                                      | Jméno, život                            |
| ------- | --- | --------------------------------------------- | --------------------------------------- |
|         | ZDE ŽILA MARIE FRIEDLÄNDEROVÁROZ. NEDELFESTOVÁ NAR. 1897 DEPORTOVÁNA 1942 DO TEREZÍNA ZAVRAŽDĚNA V ZAMOŠČE | Pod Zámkem 246 50°5′7″ s. š., 12°50′25″ v. d. | Marie Friedländerová, roz. Nedelfestová |

## Chodov
V Chodově se nacházejí tyto kameny zmizelých:
| Obrázek | Nápis | Bydliště                                         | Jméno, život                       |
| ------- | --- | ------------------------------------------------ | ---------------------------------- |
|         | ZDE BYDLELA ALICE BERGMANN NAR. 1925 DEPORTOVÁNA 1941 DO KERSDORFU OSVOBOZENA V TEREZÍNĚ                      | Staroměstská 18 50°14′17″ s. š., 12°44′55″ v. d. | Alice Bergmann                     |
|         | ZDE BYDLELA FRANZISKA BERGMANN ROZ. KRONBERGER NAR. 1898 DEPORTOVÁNA 1945 DO TEREZÍNA OSVOBOZENA              | Staroměstská 18                                  | Franziska Bergmann roz. Kronberger |
|         | ZDE BYDLELA VERA BERGMANN NAR. 1921 DEPORTOVÁNA 1941 DO KERSDORFU OSVOBOZENA V TEREZÍNĚ                       | Staroměstská 18                                  | Vera Bergmann                      |
|         | ZDE BYDLEL MUDR. BEDŘICH KETTNER ROZ. KOHN NAR. 1889 ZATČEN 1941 ZAVRAŽDĚN 1942 V MAUTHAUSENU                 | Komenského 1077 50°14′19″ s. š., 12°44′57″ v. d. | MUDr. Bedřich Antonín Kettner      |
|         | ZDE BYDLEL JIŘÍ KETTNER NAR. 1930 DEPORTOVÁN 1942 DO TEREZÍNA ZAVRAŽDĚN 1943 V OSVĚTIMI                       | Komenského 1077                                  | Jiří Kettner                       |
|         | ZDE BYDLELA MARIANA KETTNEROVÁ ROZ. PICKOVÁ NAR. 1901 DEPORTOVÁNA 1942 DO TEREZÍNA ZAVRAŽDĚNA 1943 V OSVĚTIMI | Komenského 1077                                  | Mariana Kettnerová roz. Picková    |
|         | ZDE BYDLELA ANNA KRONBERGER ROZ. LÖWENHEIN NAR. 1906 DEPORTOVÁNA ZAVRAŽDĚNA 1943 V OSVĚTIMI                   | Staroměstská 18 50°14′17″ s. š., 12°44′55″ v. d. | Anna Kronberger roz. Löwenhein     |
|         | ZDE BYDLEL EDUARD KRONBERGER NAR. 1865 DEPORTOVÁN DO VĚZNICE WALDHEIM ZAVRAŽDĚN 30.10.1940                    | Staroměstská 18                                  | Eduard Kronberger                  |
|         | ZDE BYDLELA IDA KRONBERGER ROZ. PREUSS NAR. 1897 DEPORTOVÁNA 1942 DO TEREZÍNA ZAVRAŽDĚNA 1943 V OSVĚTIMI      | Staroměstská 18                                  | Ida Kronberger roz. Preuss         |
|         | ZDE BYDLEL OSCAR KRONBERGER NAR. 1899 DEPORTOVÁN 1943 DO TEREZÍNA ZAVRAŽDĚN 1943 V OSVĚTIMI                   | Staroměstská 18                                  | Oscar Kronberger                   |
|         | ZDE BYDLEL WALTER KRONBERGER NAR. 1896 DEPORTOVÁN 1943 DO TEREZÍNA ZAVRAŽDĚN 1945 V DACHAU                    | Staroměstská 18                                  | Walter Kronberger                  |
|         | ZDE BYDLELA ERNA STERN ROZ. KRONBERGER NAR. 1903 DEPORTOVÁNA 1942 DO TEREZÍNA ZAVRAŽDĚNA 1942 V RIZE          | Staroměstská 18                                  | Erna Stern roz. Kronberger         |

## Karlovy Vary
V Karlových Varech se nacházejí tyto kameny zmizelých:
| Obrázek | Nápis | Bydliště                                    | Jméno, život |
| ------- | --- | ------------------------------------------- | --- |
|         | ZDE BYDLELA HEDWIG (WIKKI) FÜHRENBERG ROZ. NEUBAUER NAR. 1894 DEPORTOVÁNA 1941 DO LODŽE ZAVRAŽDĚNA 1941 TAMTÉŽ | Dr. Davida Bechera                          | Hedwig Führenberg roz. Neubauer |
|         | ZDE BYDLEL JUDR. LEOPOLD FÜHRENBERG NAR. 1886 DEPORTOVÁN 1941 DO LODŽE ZAVRAŽDĚN 1941 TAMTÉŽ                   | Dr. Davida Bechera                          | Judr. Leopold Führenberg |
|         | ZDE BYDLEL MAX GUTTENSTEIN NAR. 1880 DEPORTOVÁN 1942 DO TEREZÍNA ZAVRAŽDĚN V OSSAWĚ                            | Mariánskolázeňská 13                        | Max Guttenstein |
|         | ZDE BYDLELA JULIE ANNA KÖNIG ROZ. WOLLISCH NAR. 1907 DEPORTOVÁNA 1941 DO LODŽE ZAVRAŽDĚNA 1.4.1942 CHELMNO     | Lázeňská 2 50°13′29″ s. š., 12°52′57″ v. d. | Julie Anna König roz. Wollisch, přezdívaná Lili, se narodila 22. února 1907 v Karlových Varech jako dcera Wilhelma Wollische a jeho ženy Luisy (rozené Teiner). Jejím bratrem byl Ernest Wollisch. Provdala se za Karla Königa (později se rozvedli), se kterým měla syny Pavla a Hanuše. Od listopadu 1938 žila v Praze, kde byla 31. října 1941 zatčena a deportována pod č. 557 transportem D do Lodže. Dne 1. dubna 1942 byla ve vyhlazovacím táboře Chełmno zavražděna.                                                                               |
|         | ZDE BYDLEL HANS KÖNIG NAR. 1933 DEPORTOVÁN 1941 DO LODŽE ZAVRAŽDĚN                                             | Lázeňská 2                                  | Hans (Hanuš) König se narodil 20. března 1933 v Karlových Varech jako syn Karla Königa a Julie Anny Königové. Naposledy žil se svou matkou a mladším bratrem Pavlem v Praze, kde byl 31. října 1941 zatčen a deportován pod č. 558 transportem D do Lodže. V dubnu 1942 byl zavražděn v nedalekém vyhlazovacím táboře Chełmno. |
|         | ZDE BYDLEL PAUL KÖNIG NAR. 1936 DEPORTOVÁN 1941 DO LODŽE ZAVRAŽDĚN                                             | Lázeňská 2                                  | Paul (Pavel) König se narodil 15. dubna 1936 v Karlových Varech jako syn Karla Königa a Julie Anny Königové. Naposledy žil se svou matkou a starším bratrem Hanušem v Praze, kde byl 31. října 1941 zatčen a deportován pod č. 559 transportem D do Lodže. V dubnu 1942 byl zavražděn v nedalekém vyhlazovacím táboře Chełmno. |
|         | ZDE BYDLELA PAULA TEINER NAR. 1880 DEPORTOVÁNA 1941 DO LODŽE ZAVRAŽDĚNA                                        | Lázeňská 2                                  | Paula (Pavla) Teiner se narodila 7. dubna 1880 v Karlových Varech jako dcera Josefa Teinera a Anny Teinerové. Byla sestrou Luise Wollischové, Emmy Teinerové a Alfreda Teinera. Nebyla provdána a v roce 1939 se přestěhovala do Prahy, kde byla 31. října 1941 zatčena a deportována pod č. 560 transportem D do Lodže. V dubnu 1942 byla zavražděna v nedalekém vyhlazovacím táboře Chełmno. |
|         | ZDE BYDLELA LUISE WOLLISCH ROZ. TEINER NAR. 1877 DEPORTOVÁNA 1941 DO LODŽE ZAVRAŽDĚNA 1.4.1942 CHELMNO         | Lázeňská 2                                  | Luise Wollisch roz. Teiner se narodila 19. února 1877 v Karlových Varech jako dcera Josefa Teinera a Anny Teinerové. Byla sestrou Pauly Königové, Emmy Teinerové a Alfreda Teinera. Byla provdána za lékárníka Viléma Wollische, se kterým měla syna Ernesta G. Wollishe a dceru Julii Annu Königovou. V roce 1938 se přestěhovala do Prahy a snažila se získat doklady k emigraci do Švédska. Zde byla 31. října 1941 zatčena a deportována pod č. 556 transportem D do Lodže. Dne 1. dubna 1942 byla zavražděna v nedalekém vyhlazovacím táboře Chełmno. |
|         | ZDE BYDLEL MUDR. OTTO LÖW NAR. 1880 DEPORTOVÁN 1942 DO TEREZÍNA ZAVRAŽDĚN 1942 V OSVĚTIMI                      | Na Vyhlídce 1060/4                          | MUDr. Otto Löw |
|         | ZDE BYDLEL FRANTIŠEK ZENTNER NAR. 1903 DEPORTOVÁN 1942 DO TEREZÍNA ZAVRAŽDĚN 1944 V OSVĚTIMI                   | Moskevská 26                                | František Zentner |
|         | ZDE BYDLELA OTTILIE WOLFOVÁ NAR. 1879 DEPORTOVÁNA 1942 DO TEREZÍNA ZAVRAŽDĚNA V IZIBICE                        | Zahradní                                    | Ottilie Wolfová |
|         | ZDE BYDLELA IRMA GLASER roz. NEUBAUER NAR. 1881 DEPORTOVÁNA 1941 DO LODŽE ZAVRAŽDĚNA 1941 TAMTÉŽ               | Moskevská                                   | Irma Glaser |

## Ostrov
V Ostrově se nacházejí tyto kameny zmizelých:
| Obrázek | Nápis | Bydliště                                          | Jméno, život                                                                            |
| ------- | --- | ------------------------------------------------- | --------------------------------------------------------------------------------------- |
|         | ZDE BYDLELA GERTRUDA HIRSCHROZ. SALZ NAR. 1870 DEPORTOVÁNA 1942 DO TEREZÍNA ZAVRAŽDĚNA V TREBLINCE                   | Jáchymovská 50°18′21″ s. š., 12°56′22″ v. d.      | Gertruda Hirsch                                                                         |
|         | ZDE BYDLEL ERNST KELLER NAR. 1881 DEPORTOVÁN 1942 DO TEREZÍNA ZAVRAŽDĚN V LUBLINU                                    | Dlouhá 105 50°18′12″ s. š., 12°56′28″ v. d.       | Ernst Keller - obchodník s kůží                                                         |
|         | ZDE BYDLEL FRITZ ERICH LÖWENSTEIN NAR. 1918 DEPORTOVÁN 1943 DO TEREZÍNA ZAVRAŽDĚN 7.3.1944 V OSVĚTIMI                | Nádražní 297 50°18′4″ s. š., 12°56′47″ v. d.      | Fritz Erich Löwenstein - spolumajitel porcelánky Pfeiffer und Löwenstein Schlackenwerth |
|         | ZDE BYDLELA AMALIE LÖWENSTEIN NAR. 1880 DEPORTOVÁNA 1942 DO TEREZÍNA ZAVRAŽDĚNA V LUBLINU                            | Staré náměstí 21 50°18′17″ s. š., 12°56′20″ v. d. | Amalie Löwenstein                                                                       |
|         | ZDE BYDLELA LOUISE LÖWENSTEIN ROZ. FLEISCHMANN NAR. 1886 DEPORTOVÁNA 1943 DO TEREZÍNA ZAVRAŽDĚNA 7.3.1944 V OSVĚTIMI | Nádražní 297 50°18′4″ s. š., 12°56′47″ v. d.      | Louise Löwenstein                                                                       |
|         | ZDE BYDLELA KAMILLA LÖWY ROZ. REIMAN NAR. 1872 DEPORTOVÁNA 1942 DO TEREZÍNA ZAVRAŽDĚNA V TREBLINCE                   | Husova 39 50°18′19″ s. š., 12°56′22″ v. d.        | Kamilla Löwy                                                                            |

## Sokolov
V Sokolově se nacházejí tyto kameny zmizelých:
| Obrázek | Nápis                                                                                         | Bydliště      | Jméno, život |
| ------- | --------------------------------------------------------------------------------------------- | ------------- | --- |
|         | ZDE BYDLEL THEODOR STEINIGER NAR. 1871 DEPORTOVÁN 1942 DO TEREZÍNA ZAVRAŽDĚN V TREBLINCE      | Staré náměstí | Theodor Steiniger rodina Steinigerů patřila před válkou k nejznámějším a nejvýznamnějším sokolovským rodinám. Vlastnili dva domy na dnešním Starém náměstí, kde provozovali advokátní kancelář, lékárnu, pivnici, krejčovství či obchod s papírem. Většinu členů rodiny však nacisté zavraždili, včetně sedmileté Lucie Steinigerové. |
|         | ZDE BYDLELA MARIE STEINIGEROVÁ NAR. 1879 DEPORTOVÁNA 1942 DO TEREZÍNA ZAVRAŽDĚNA V TREBLINCE  | Staré náměstí | Marie Steinigerová |
|         | ZDE BYDLELA GRETA HERMANNOVÁ NAR. 1903 DEPORTOVÁNA 1942 DO TEREZÍNA ZAVRAŽDĚNA V OSVĚTIMI     | Staré náměstí | Markéta Hermannová kámen upomíná na slečnu Markétu (Grétu) Herrmannovou, jejíž rodina vlastnila obchod s konfekcí na dnešním Starém náměstí, prakticky naproti domu rodiny Steinigerů. Slečnu Herrmannovou zavraždili nacisté zřejmě roku 1942 v Osvětimi, stejně jako později jejího bratra.                                         |
|         | ZDE BYDLEL JULIUS HERRMANN NAR. 1906 DEPORTOVÁN 1942 DO TEREZÍNA ZAVRAŽDĚN V OSVĚTIMI         | Staré náměstí | Julius Herrmann |
|         | ZDE BYDLEL DR. SOLOMON FEUERSTEIN NAR. 1869 DEPORTOVÁN 1942 DO TEREZÍNA ZAVRAŽDĚN V TREBLINCE | U Divadla     | Solomon Feuerstein kámen upomíná posledního sokolovského rabína. |

## Data pokládání kamenů
Stolpersteine v Karlovarském kraji byly položeny v následujících dnech:
- 2. srpna 2015: Chodov (Staroměstská 18, rodina Kronberger-Stern)
- 1. srpna 2016: Chodov (Komenského 1077), Karlovy Vary (Lázeňská 2)
- 2017: Karlovy Vary (Dr. Davida Bechera, Mariánskolázeňská 13, Moskevská 26, Na Vyhlídce 1060/4)[17]
- 17. září 2017: Chodov (Staroměstská 18, rodina Bergmann)
- 18. září 2017: Karlovy Vary
- 12. září 2020: Ostrov (Louise a Fritz Erich Löwenstein)[18]
- 10. listopadu 2020: Sokolov[16]
- 9. listopadu 2021: Ostrov (Ernst Keller),[19] Sokolov[20]
- 9. května 2023: Ostrov (Amalie Löwenstein a Kamilla Löwy)[21]
- 21. července 2024: Bečov nad Teplou (Marie Friedländerová)[1]